# Рауэр, Александр Эдуардович
Александр Эдуардович Рауэр (1871—1948) — советский деятель медицинской области, основоположник восстановительной хирургии челюстно-лицевой области в Советском Союзе, заслуженный деятель науки РСФСР, лауреат Сталинской премии (1946, совм. с Михельсоном Н. М.), профессор, основатель и первый заведующий кафедрой челюстно-лицевой хирургии Центрального института усовершенствования врачей.
Доктор наук. Профессор.

## Биография
В первую мировую войну работал в военном госпитале.
С 1922 по 1948 год зав. челюстно-лицевым отделением Лечебно-протезного института (ЦИТО) и одновременно с 1932 года зав. кафедрой челюстно-лицевой хирургии ЦОЛИУ врачей.
Похоронен на Введенском кладбище (2 уч.).

## Труды
- Рауэр А. Э. Пластические операции на лице / А. Э. Рауэр, Н. М. Михельсон. — Москва: Медгиз, 1943. — 254, [2] с.